# Višnjevac (Subotica)
Pour les articles homonymes, voir Višnjevac.
Višnjevac (en serbe cyrillique : Вишњевац ; en hongrois : Meggyes) est un village de Serbie situé dans la province autonome de Voïvodine et sur le territoire de la Ville de Subotica, district de Bačka septentrionale. Au recensement de 2011, il comptait 527 habitants.
Višnjevac est situé à proximité de la route européenne E75.

## Démographie

### Évolution historique de la population
| 1948  | 1953 | 1961 | 1971 | 1981 | 1991 | 2002 | 2011 |
| ----- | ---- | ---- | ---- | ---- | ---- | ---- | ---- |
| 1 074 | 932  | 694  | 668  | 703  | 634  | 639  | 527  |

|  |